# Pertya
Pertya es un género de fanerógamas perteneciente a la familia de las asteráceas.  Comprende 36 especies descritas y de estas, solo 23 aceptadas.

## Taxonomía
El género fue descrito por Carl Heinrich Bipontinus Schultz y publicado en Bonplandia 10(7–8): 109–111, f. 1. 1862. La especie tipo es: Erigeron scandens Thunb. ex Murray. = Pertya scandens (Thunb. ex Thunb.) Sch.Bip.	

## Especies aceptadas
A continuación se brinda un listado de las especies del género Pertya aceptadas hasta agosto de 2012, ordenadas alfabéticamente. Para cada una se indica el nombre binomial seguido del autor, abreviado según las convenciones y usos.
- Pertya angustifolia Y.Q.Tseng
- Pertya berberidoides (Hand.-Mazz.) Y.Q.Tseng
- Pertya bodinieri Vaniot
- Pertya cordifolia Mattf.
- Pertya corymbosa Y.Q.Tseng
- Pertya discolor Rehder
- Pertya glabrescens Sch.Bip.
- Pertya henanensis Y.Q.Tseng
- Pertya hybrida Makino
- Pertya monocephala W.W.Sm.
- Pertya phylicoides Jeffrey
- Pertya pubescens Ling
- Pertya pungens Y.Q.Tseng
- Pertya rigidula (Miq.) Makino
- Pertya robusta (Maxim.) Beauverd
- Pertya scandens (Thunb. ex Thunb.) Sch.Bip.
- Pertya simozawai Masam.
- Pertya sinensis Oliv.
- Pertya suzukii Kitam.
- Pertya triloba (Makino) Matsum.
- Pertya tsoongiana Ling
- Pertya uniflora (Maxim.) Mattf.
- Pertya yakushimensis H.Koyama & Nagam.